# Przepastna Jama

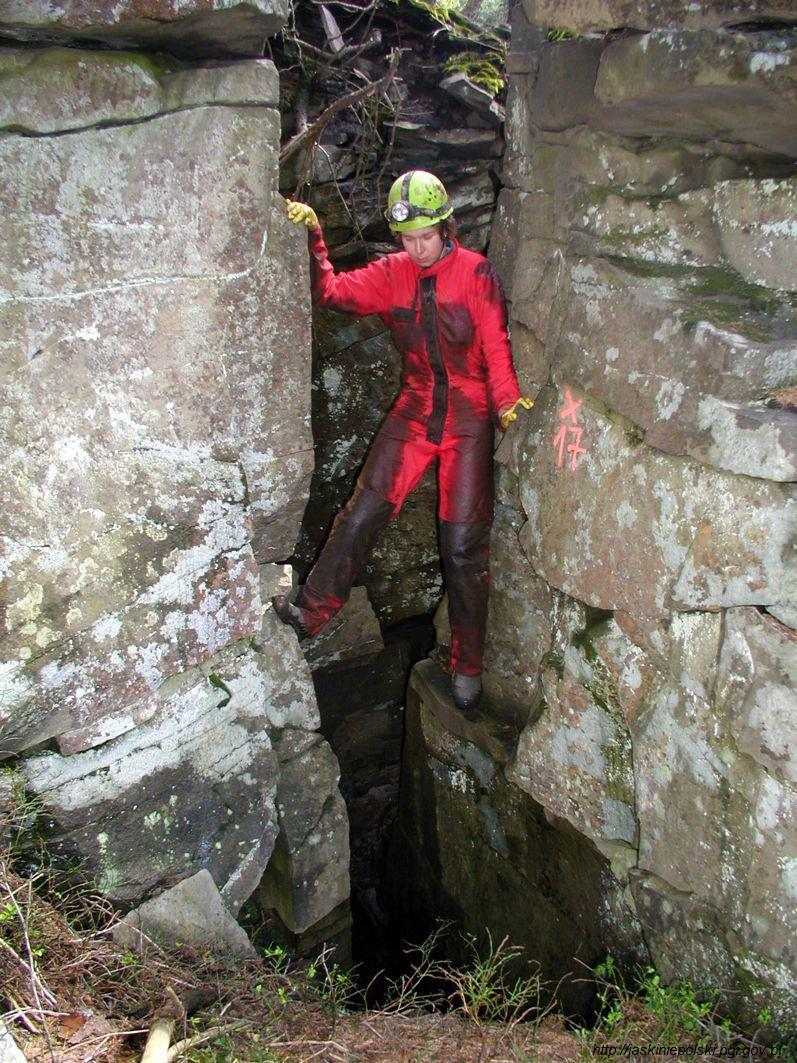
Otwór jaskini

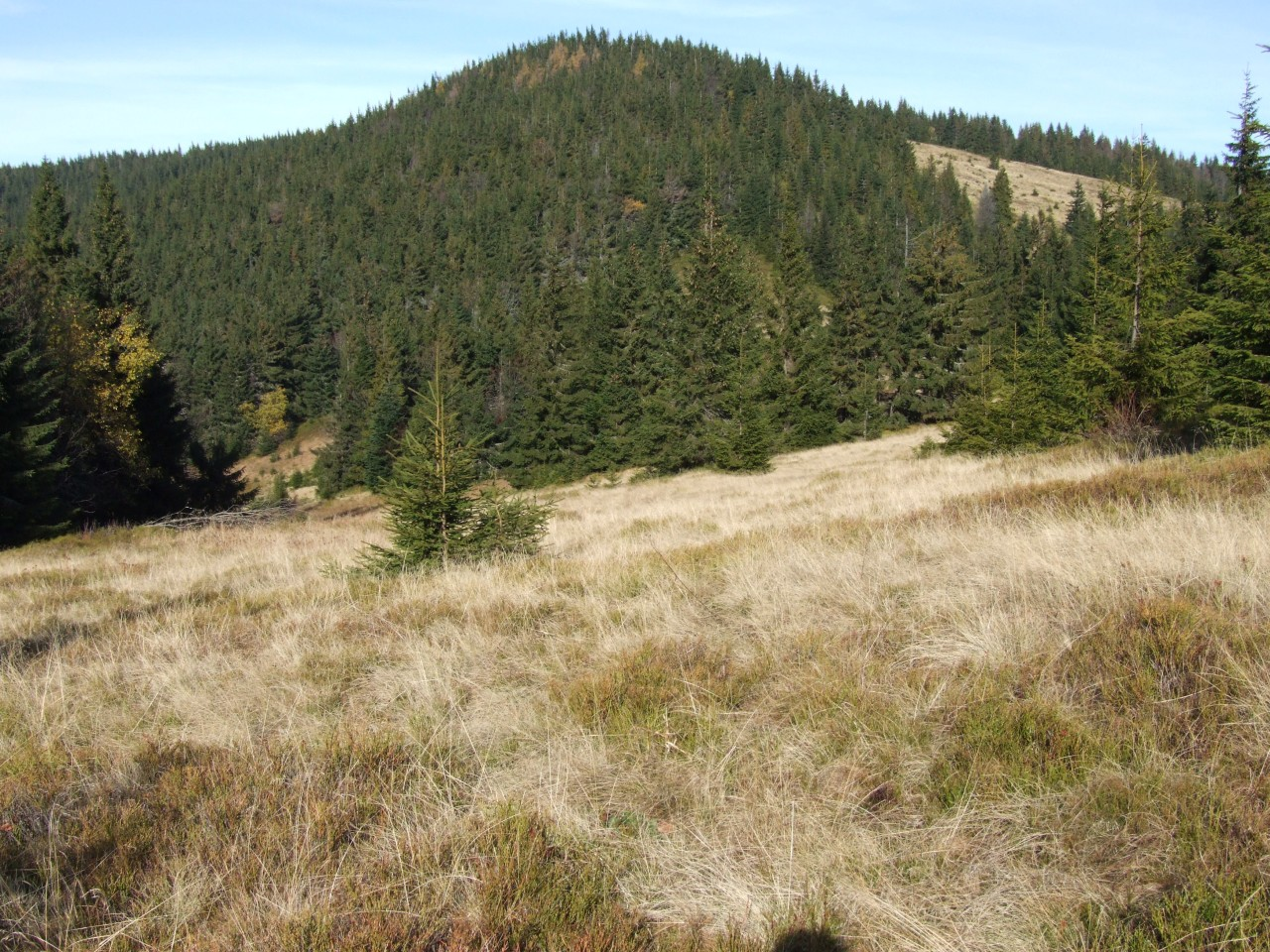
Kiczora

Przepastna Jama – jaskinia w Gorcach, na zachodnim zboczu południowego ramienia Kiczory, w obrębie Gorczańskiego Parku Narodowego, we wsi Łopuszna, w gminie Nowy Targ, powiecie nowotarskim w województwie małopolskim.

## Opis jaskini
Wejście do jaskini znajduje się na wysokości 1180 m n.p.m. w skałkach Turniska, obok Jaskini Łopuszańskiej, w pobliżu Tęczowej Jamy, Jaskini Goszczyńskiego, Jaskini Kiczorskiej i Szczeliny za Płytą. Długość jaskini wynosi 16 metrów, a jej deniwelacja 6 metrów.
Jaskinia zaczyna się kilkumetrową, podłużną studzienką, z której odchodzą ciągi:
- na jej końcu wysoki korytarz kończący się studzienką z której odchodzą dwie szczeliny,
- na północ, za zaciskiem 4,5-metrowa szczelina,
- na południe bardzo wąska, nie do przejścia, szczelina prowadząca do Jaskini Łopuszańskiej[1].

Jaskinia jest typu osuwiskowego. Roślinność (mchy i porosty) występuje tylko w studzience wejściowej.
Jaskinia była prawdopodobnie znana od dawna. Jej pierwszy plan i opis sporządzili R. Dadel i T. Mleczek w 1998 roku.